# Dion Hrisostomos
Dion Hrisostomos/Dion Cocceianus (c. 40- d. c. 120) a fost un orator și filosof grec. Din creația sa ne-au parvenit 78 de discursuri, adevărate documente cultural-istorice ale lumii grecești din jumătatea răsăriteană a Imperiului de la sfârșitul secolului I.